# Герб на Бургас
Гербът на Бургас съчетава на син испански щит факти, свързани с историята на града:
1. Лъв с рибешка опашка, като лъвът символизира смелостта на хората, които живеят на това място, а рибната му опашка – изобилието на риба.
2. Кула, която лъвът държи в ръцете си – символ на кулата, от която произлиза името на Бургас.
3. Две каравели над син щит, които символизират Бургас като старо и едно от най-важните пристанища на черноморското крайбрежие.

Статутът на герба е уреден в Наредба за символиката и отличията на община Бургас, 29 ноември 1994 г. Гербът на град Бургас е неразделна част от знамето на града, почетния медал „За достойна служба“ на Община Бургас и плакетът „Ключът от кулата“ на Община Бургас.

## История
Във всички варианти на герба присъства морето, както и кулата, която представя една от теориите за първообраза на Бургас в древната кула Порос. Според местни предания името идва от „бург“ – римски пътен стълб (на гръцки: pyrgos – „кула“).
В съвременната история на Бургас има три варианта на герб:
1. 1936 г. е първият проект, дело на професор Хараламби Тачев. Ползваните символи са кула, котва, зъбчато колело и девизът „Расте и напредва“. Само в този вариант присъства зъбчатото колело – символ на прогреса.
2. 1984 г. е реализиран втори вариант. Петър Брайков (график) и Любомир Прахов (скулптор) стилизират изображението, премахват зъбчатото колело и котвата, а девизът е подменен с „Труд и култура“.
3. 1994 г. е приет актуалният официален герб на Община Бургас. След демократичните промени фарът отстъпва мястото си на лъва, който пък символизира властта, силата и свободата. В композицията кулата вече е в ръцете на лъв с рибя опашка, а вместо фар в горната част са изобразени два кораба. Проектът е на един от съавторите на националния герб – професор Кирил Гогов, и на скулптора професор Георги Чапкънов.

## Пощенска марка
На 24 юни 2020 г. Филиалът на Националната художествена академия в Бургас, Министерството на транспорта, информационните технологии и съобщенията пуска в употреба пощенско-филателно издание на тема „Българска градска хералдика“. В серия от две пощенски марки, оформени в блок-лист с винетка и милезим, са представени гербовете на Бургас и Хасково.